# Wieslauf
Die Wieslauf ist ein nördlicher und rechter Nebenfluss der Rems im Welzheimer Wald, der im baden-württembergischen Rems-Murr-Kreis verläuft. Ihr Tal wird gewöhnlich als Wieslauftal bezeichnet.
Sie ist 23,8 km lang. Ihr ungefähr 77,3 km² großes Einzugsgebiet, das im östlichen Teil des Rems-Murr-Kreises liegt, grenzt im Norden und Westen an das der Murr, im Osten an das der Lein.

## Name
Die Wieslauf wird  1027 als Wisilaffa erstmals urkundlich erwähnt. Der Name setzt sich zusammen aus dem Bestimmungswort germanisch *wisla- mit der Bedeutung 'fließen' und dem Hydronym -apa. Damit gehört die Wieslauf zu den südlichsten -apa-Flüssen in Deutschland.

## Geographie

### Flusslauf
Die Wieslauf entspringt ca. 2,5 km westnordwestlich von Kaisersbach aus mehreren Quellen am Rand der Rodungsinsel von Höfenäckerle auf etwa 522 m ü. NHN. Nach kurzem Lauf, teils auch unter dem Namen Sommerbach, wird sie zum Ebnisee aufgestaut. Unterhalb des Sees fließt sie mit relativ geringem Gefälle in einem Waldgebiet nach Süden.
An der Laufenmühle, einem Haltepunkt der Wieslauftalbahn, kehrt sie sich nach Nordwesten und gräbt sich dabei ein tiefes, teilweise unzugängliches Tal. In diesem steilen Abschnitt läuft sie in mehreren Wasserfällen über die Schichtgrenzen von Unterem Stubensandstein, Oberem Bunten Mergel und Unterem Bunten Mergel. Danach verlässt sie bei Klaffenbach den Wald und tritt ins obere Wieslauftal ein.
Ab Rudersberg führt ihr Lauf wieder nach Süden, nun im sehr weiten und offenen Teil des Wieslauftals. Fast zehn Kilometer weiter talab mündet ihr zumeist von Hochwasserdämmen begleiteter Unterlauf im Osten Schorndorfs auf 248,2 m ü. NHN in zwei Armen (Name des talabwärtigen: „Altlache“) in die Rems.

### Zuflüsse
Hierarchische Liste der Zuflüsse und  Seen von der Quelle zur Mündung. Gewässerlänge, Seefläche, Einzugsgebiet und Höhe nach den entsprechenden Layern auf der Onlinekarte der LUBW, teils ältere Werte. Andere Quellen für die Angaben sind vermerkt.

#### Quelle
Die Quelle der Wieslauf liegt keine 200 m westlich von Kaisersbach-Höfenäckerle im Wald.

#### Oberlauf bis zum Wieslaufknie an der Welzheimer Laufenmühle

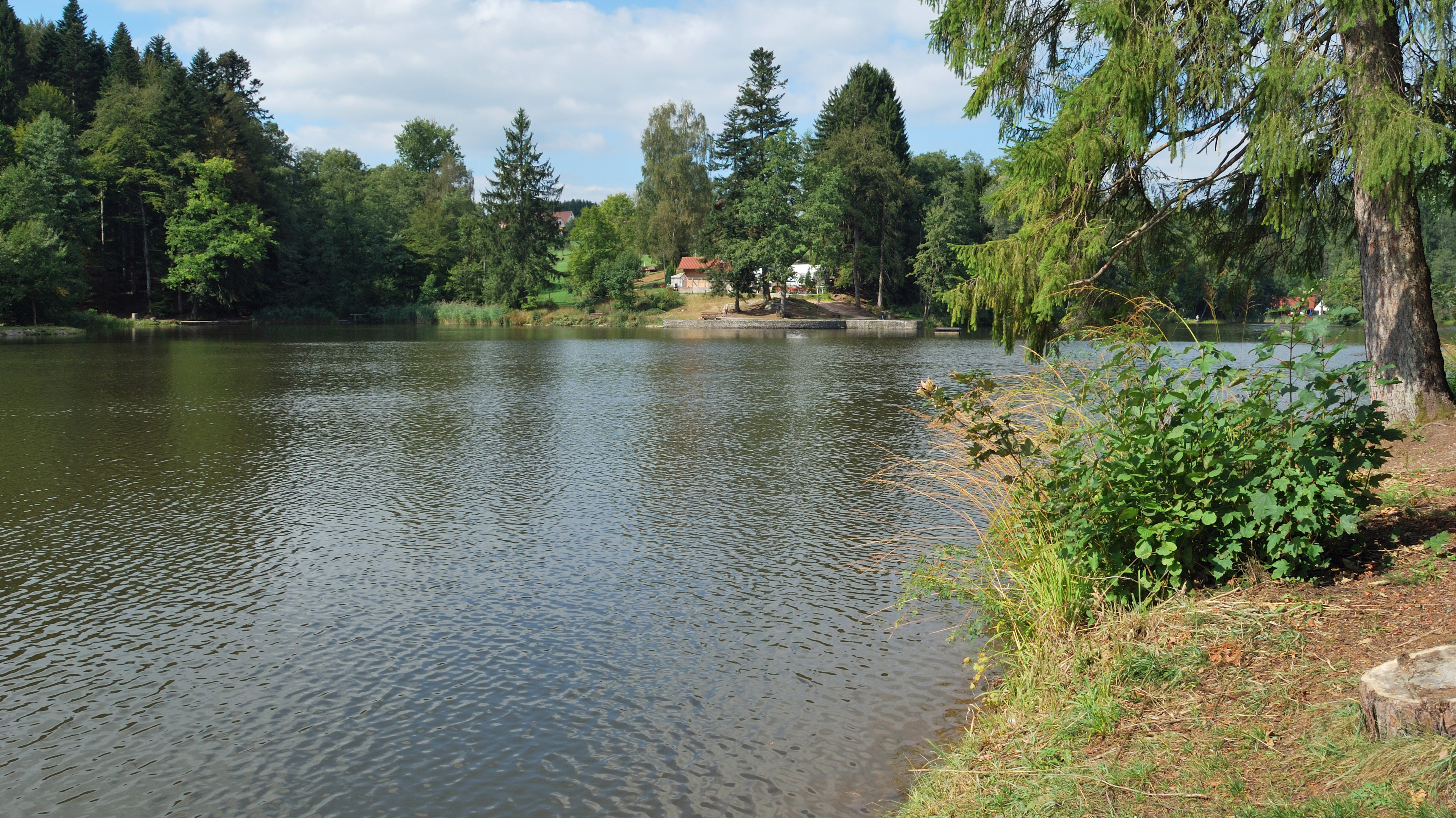
Ebnisee

- Sommerbach, von rechts noch vor dem Kaisersbacher Gallenhöfle, 1,0 km. Entsteht bei Kaisersbach-Rotenmad.
- Durchfließt auf etwa 471 m ü. NHN den Ebnisee bei Ebni, 6,3 ha.
- Salbengehrenbach, von rechts in den obersten Teil des Ebnisees, 0,6 km. Entsteht am Kaisersbacher Fratzenklingenhof.
- (Bach durch die Straßenbrunnenklinge), von rechts in den mittleren Teil des Sees 0,6 km. Entsteht östlich von Kaisersbach-Ebni.
- (Bach durch die Kaltenbronnhofklinge), von rechts nach dem See an der Kläranlage, 0,6 km.
- (Bach durch die Heppichgehrenklinge), von rechts, 0,7 km.
- (Bach durch die Grenzklinge), von rechts, 0,8 km.
- Silberteich, von rechts, 0,9 km.
- (Bach durch die Schwarzklinge), von rechts, 0,9 km.
- Aspenbach, von rechts, 0,6 km.
  - (Zufluss durch die Geldmacherklinge), von links aus Richtung Kaisersbach-Schmalenberg. Unbeständig.

#### Vom Wieslaufknie bis zum Gipfel des Nordbogens bei Rudersberg-Klaffenbach

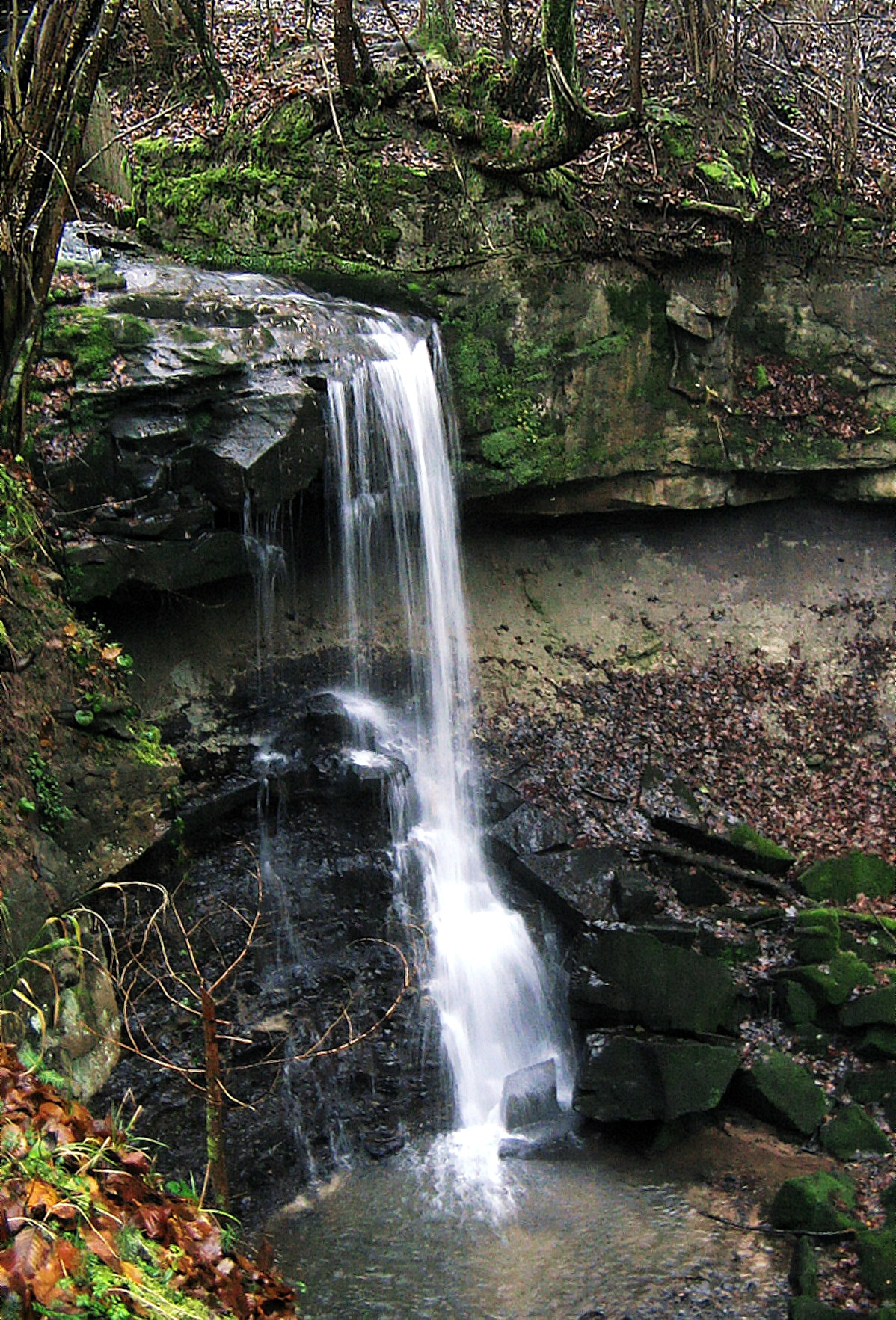
Wasserfall des Edenbaches vor der Mündung in die Wieslauf

- Edenbach, von links an der Laufenmühle, 4,3 km und 5,3 km². Entsteht zwischen Welzheim-Eselshalden und -Taubenhof auf etwa 510 m ü. NHN.
  - (Zufluss aus der Häringsklinge), von links auf 454 m ü. NHN, 0,6 km.
  - Weidenbach, von rechts auf 439 m ü. NHN, 1,3 km. Entsteht nahe dem Breitenfürster Bahnübergang.
  - Buchbach, von links kurz vor der Mündung, 1,2 km. Entsteht nahe der Sternwarte auf etwa 520 m ü. NHN. Von links läuft dem Buchbach aus Richtung des Welzheimer Gehöfts Lettenstich eine Seitenklinge zu, in der die Kesselgrotte liegt.
- Schilderwiesengraben, von rechts an der ehemaligen Bahnstation Klingenmühle der Wieslauftalbahn, 0,5 km.
- Hanstobelbach, von links, 1,4 km. Entsteht östlich der Lichten Eichen auf etwa 490 m ü. NHN.
- Schildgehrenbach, von rechts am Klingenmühlhöfle (Kaisersbacher Gemeindeexklave), 0,5 km.
- Hafnersklingenbach, von links, 1,0 km. Entsteht im Norden der Lichten Eichen auf etwa 510 m ü. NHN.
- (Bach durch die Burgholzklinge), von links, 1,2 km.
- Strümpfelbach, von rechts auf etwa 330 m ü. NHN beim Sauerhöfle der Gemeinde Rudersberg, 5,8 km und 9,2 km². Entsteht im Ochsenhau auf Althütte-Sechselberger Gemarkung etwa 0,9 km südlich des Weilers  Fautspach auf etwa 525 m ü. NHN.
  - Steinbach, von rechts östlich des Althüttener Schlichenhöfles auf etwa 445 m ü. NHN, 2,6 km. Entsteht südöstlich von Althütte-Sechselberg im beginnenden Ochsenhau auf etwa 545 m ü. NHN und ist am Zufluss länger als der aufnehmende Strümpfelbach.
  - Voggenbächle, von links zwischen Althütte und dem Kaisersbacher Hägerhof im Osten, 1,8 km. Entsteht westlich von Kaisersbach-Ebni auf etwa 480 m ü. NHN.
  - Kandelbach, von links auf etwa 394 m ü. NHN, 0,9 km. Entsteht östlich des Hägerhofs auf etwa 520 m ü. NHN.
  - Kohlbach, von links, 0,7 km. Entsteht etwa 510 m ü. NHN.
  - Kellerklingenbach, von links gegenüber dem Strümpfelhof, 0,8 km. Entsteht nahe dem Kellerklinghöfle auf etwa 500 m ü. NHN.
- Igelsbach, von rechts in Rudersberg-Klaffenbach, 3,0 km und 2,2 km. Entsteht beim Sportplatz von Althütte-Schöllhütte auf etwa 495 m ü. NHN.

#### Von Klaffenbach bis hinter Rudersberg
- (Bach durch die Krumme Klinge), von links, 1,0 km.
- Bakernbach, im Unterlauf auch Ränkenbach (!), von rechts östlich des Rudersberger Oberdorfs, 2,9 km und 2,0 km². Entsteht nördlich der Rudersberg-Mannenberger Haube auf etwa 500 m ü. NHN.
  - Näherbach, von links am Fuß der Steige von Oberdorf nach Mannenberg, 1,0 km. Entsteht südöstlich von Mannenberg auf etwa 485 m ü. NHN.
    - Ränkenbach (!) aus der Kohlklinge, von links neben der Serpentine der Steige von Oberdorf nach Mannenberg auf 351 m ü. NHN, 0,6 km. Entsteht südöstlich von Mannenberg auf etwa 490 m ü. NHN.
- Daukernbach, von rechts gegenüber dem Schafhaus, 2,7 km. Entsteht am südlichen Ortsrand von Althütte-Kallenberg auf etwa 490 m ü. NHN.
  - (Zufluss aus der Lehrklinge), von links am Ortsrand von Rudersberg-Oberdorf, 1,1 km. Entsteht südöstlich des Wasserturms von Althütte-Kallenberg auf etwa 480 m ü. NHN.
- Glasofenbach, von rechts in Rudersberg vor der Straßenbrücke der Neuen Zumhofer Straße, 3,0 km und 3,5 km². Entsteht südöstlich der Kreuzung am Rudersberger Königsbronnhof auf etwa 435 m ü. NHN.
  - (Quellast aus der Schindelklinge), von links auf 325 m ü. NHN, 1,1 km. Entsteht zwischen der L 1120 und dem Jux über Rudersberg auf etwa 470 m ü. NHN. Etwas länger als der Namensast
  - Mittelbach, von rechts am Rudersberger Ortsrand, 1,2 km. Entsteht nördlich von Seelach auf etwa 330 m ü. NHN.
- Brunnenbach, von links gegenüber Rudersberg nach der Straßenbrücke der Neuen Zumhofer Straße, 3,2 km und 2,1 km². Entsteht nördlich des Edelmannshofes auf etwa 475 m ü. NHN.
  - Steinbächle, von links, 0,8 km. Entsteht auf etwa 375 m ü. NHN.
- Schmidbächle, von rechts in Rudersberg auf Höhe der Straße Am Burren, 2,6 km. Entspringt nördlich von Rudersberg-Lindental westlich des Königsteins auf etwa 400 m ü. NHN.
- Lindenbächle, von rechts an der Kläranlage nach Schlechtbach, 2,9 km und 4,0 km². Entspringt nördlich von Rudersberg-Lindental westlich des Königsteins auf etwa 380 m ü. NHN.
- Römergraben, von links bei Michelau, 1,2 km.
- Weilerbach, von rechts bei Asperglen, 2,6 km. Entspringt westlich von Rudersberg-Krehwinkel auf etwa 435 m ü. NHN.

#### Unterlauf auf Schorndorfer Gemarkung

Mündung des Tannbachs in die Wieslauf

- Kelterbach, von rechts an der Metzlinsweiler Mühle bei Miedelsbach, 1,5 km.
- Tannbach, von links durch Miedelsbach an der Metzlinsweiler Mühle, 7,7 km zusammen mit seinem längeren linken Oberlauf und 11,3 km². Fließt südlich von Welzheim-Obersteinenberg auf 348 m ü. NHN aus seinen Oberläufen zusammen.
  - Burgsteigklingenbach, linker Oberlauf. Entspringt wenig südöstlich von Welzheim-Langenberg auf etwa 505 m ü. NHN.
    - Stürzt über den Forellensprung

  - Glasklingenbach, mit Oberlauf Wannenbächle, rechter Oberlauf, 1,2 km.
  - Brunnenbächle, von rechts bald nach dem Zusammenfluss, 0,5 km.
  - Trosenbach, von links östlich von Rudersberg-Steinenberg auf 295 m ü. NHN, 2,1 km.
  - Geißgurgelbach, von rechts bei der Steinenberger Mühle in den rechtsseitigen Mühlkanal, 4,8 km. Entspringt westlich unterhalb des Wasserturms im Welzheimer Gewann Lichte Eichen unweit von Langenberg auf etwa 500 m ü. NHN.
    -  Durchfließt auf etwa 343 m ü. NHN den Berghofsee, 0,4 ha.

- Hornbach, von rechts an der Straßenbrücke der L 1148 bei Haubersbronn, 1,5 km.

#### Mündung
Die Wieslauf biegt kurz vor ihrer Mündung stark nach rechts ab. Ein Rinnsal-Zweig von ihr mündet dann in etwa südsüdwestlicher Richtung abwärts der Wieslauftalbahnbrücke nach einem Lauf von 23,7 km von rechts in die Rems. Diese offizielle Wieslaufmündung liegt in einem Wäldchen, ist mit einem Busch überwuchert und als Mündung nur schwer zu erkennen. ⊙
Der größte Teil des Wassers der Wieslauf fließt jedoch in einem Altlache genannten Mündungsarm geradeaus weiter westsüdwestlich und mündet 1,0 km  weiter flussabwärts zwischen den Brücken der Gottlob-Bauknecht-Straße und der Benzstraße von rechts in die Rems. ⊙
Bei Renaturierungsmaßnahmen für die Remstal Gartenschau 2019 wurde dort ein kurzer linker Nebenarm geschaffen, der schon etwa fünfzig Meter oberhalb der schon zuvor bestehenden Mündung in die Rems einläuft. ⊙

Die Mündungen der Wieslauf
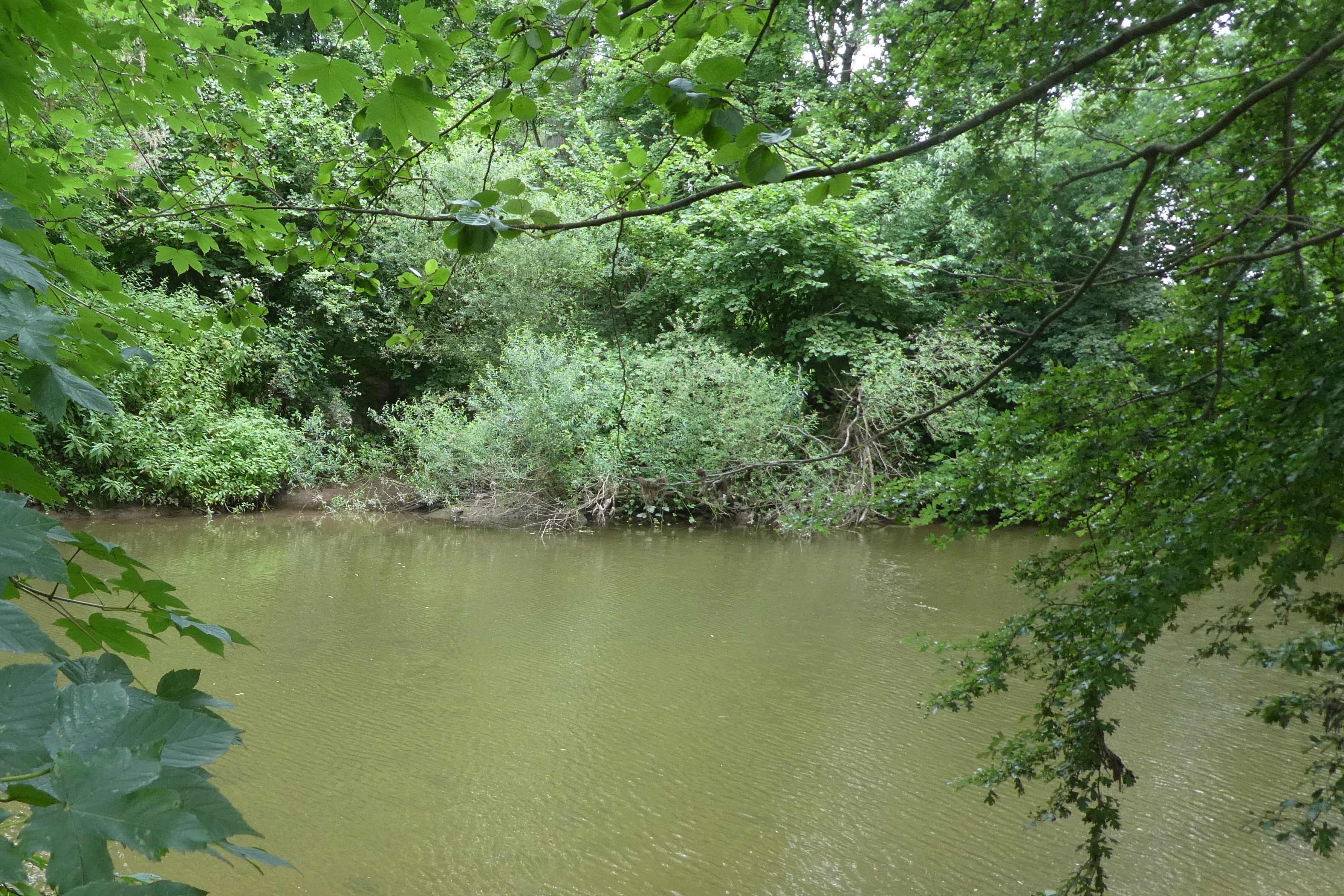
Von einem Busch überwucherte Mündung der Wieslauf in die Rems (Bildmitte)
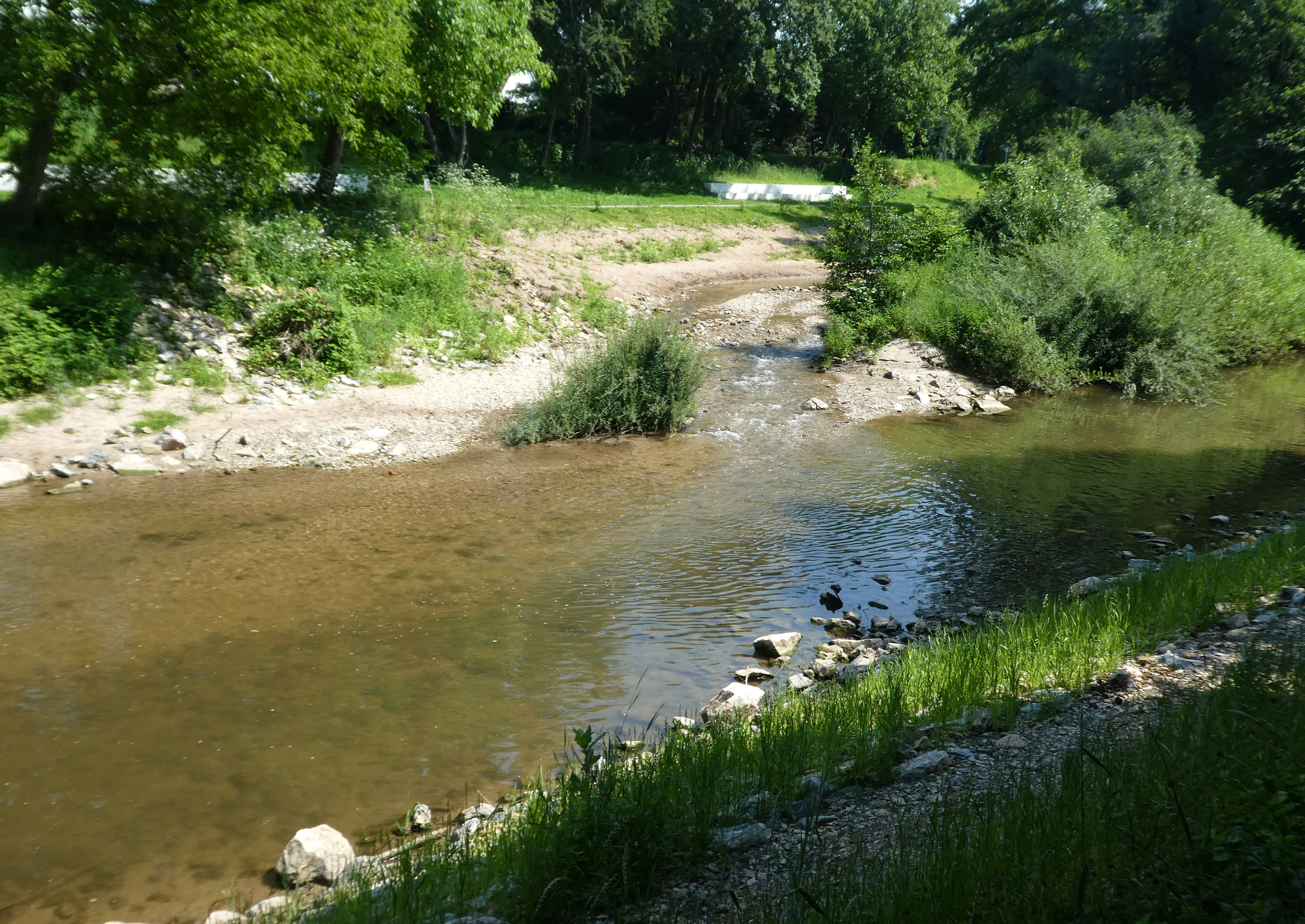
Hauptmündung der Altlache in die Rems
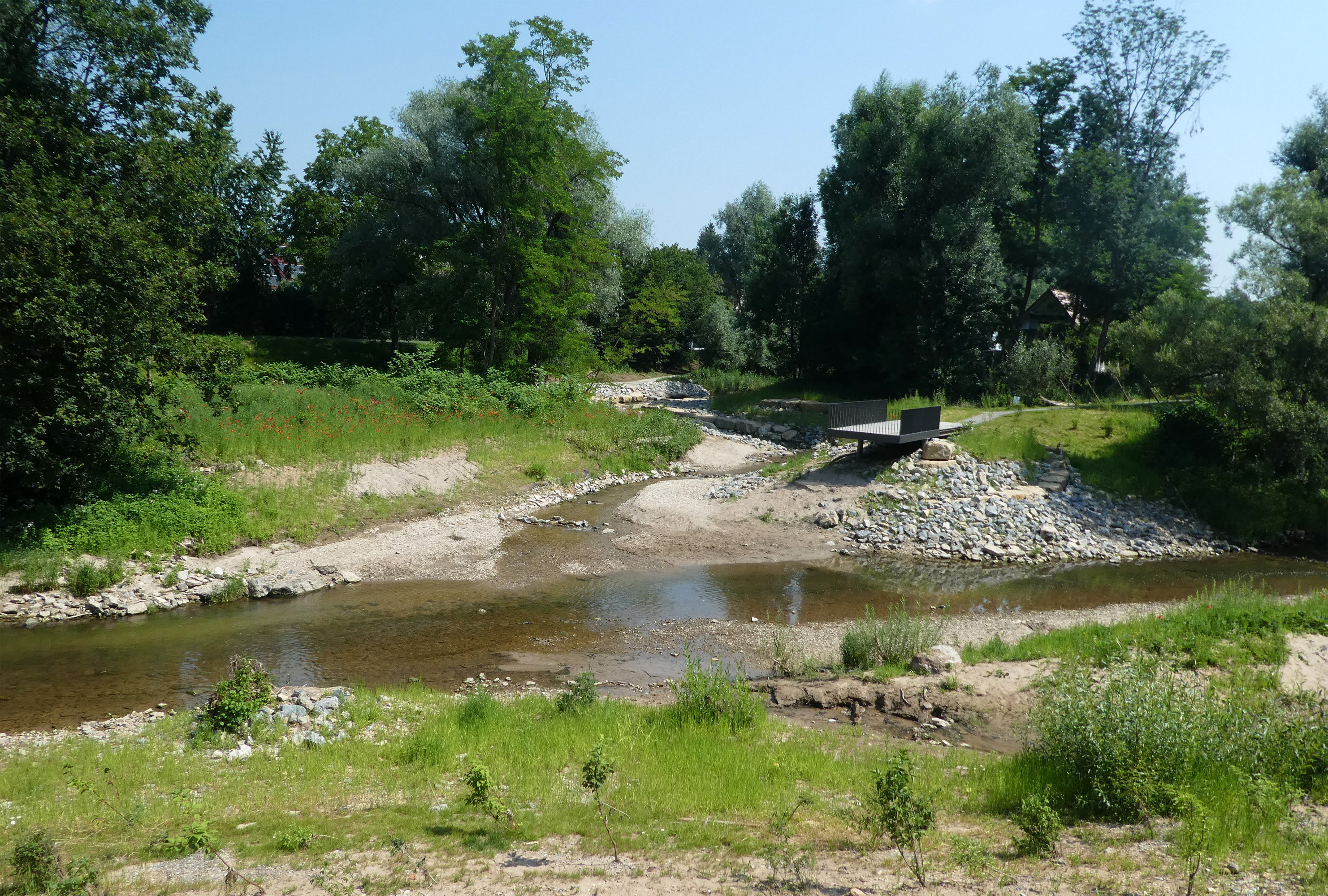
Mündung des neuen Altlache-Nebenarms in die Rems

## Hochwasser
Am 13. Januar 2011 führten Dauerregen und Schneeschmelze zu einem Hochwasser, das Teile von Rudersberg, Miedelsbach und Haubersbronn überschwemmte. Der Remspegel unterhalb der Wieslaufmündung in Schorndorf zeigte dabei den höchsten bis dahin gemessenen Wasserstand. Der Pegel Haubersbronn an der Wieslauf erreichte die Marke von 3,12 m, verglichen mit dem Mittelwert von 0,32 m und knapp unter dem als 100-jährliches Hochwasser bezeichneten Stand von 3,16 m.
Ein Extremhochwasser mit einem neuen Höchststand von 5,03 m am Pegel Haubersbronn gab es 2024, als Starkregen in der Nacht vom 2. zum 3. Juni den Fluss über die Ufer treten ließ und große Schäden in den Ortschaften entlang der Wieslauf und ihren Zuflüssen verursachte. In Miedelsbach starben zwei Personen.

## Wirtschaftliche Bedeutung

### Flößerei auf der Wieslauf

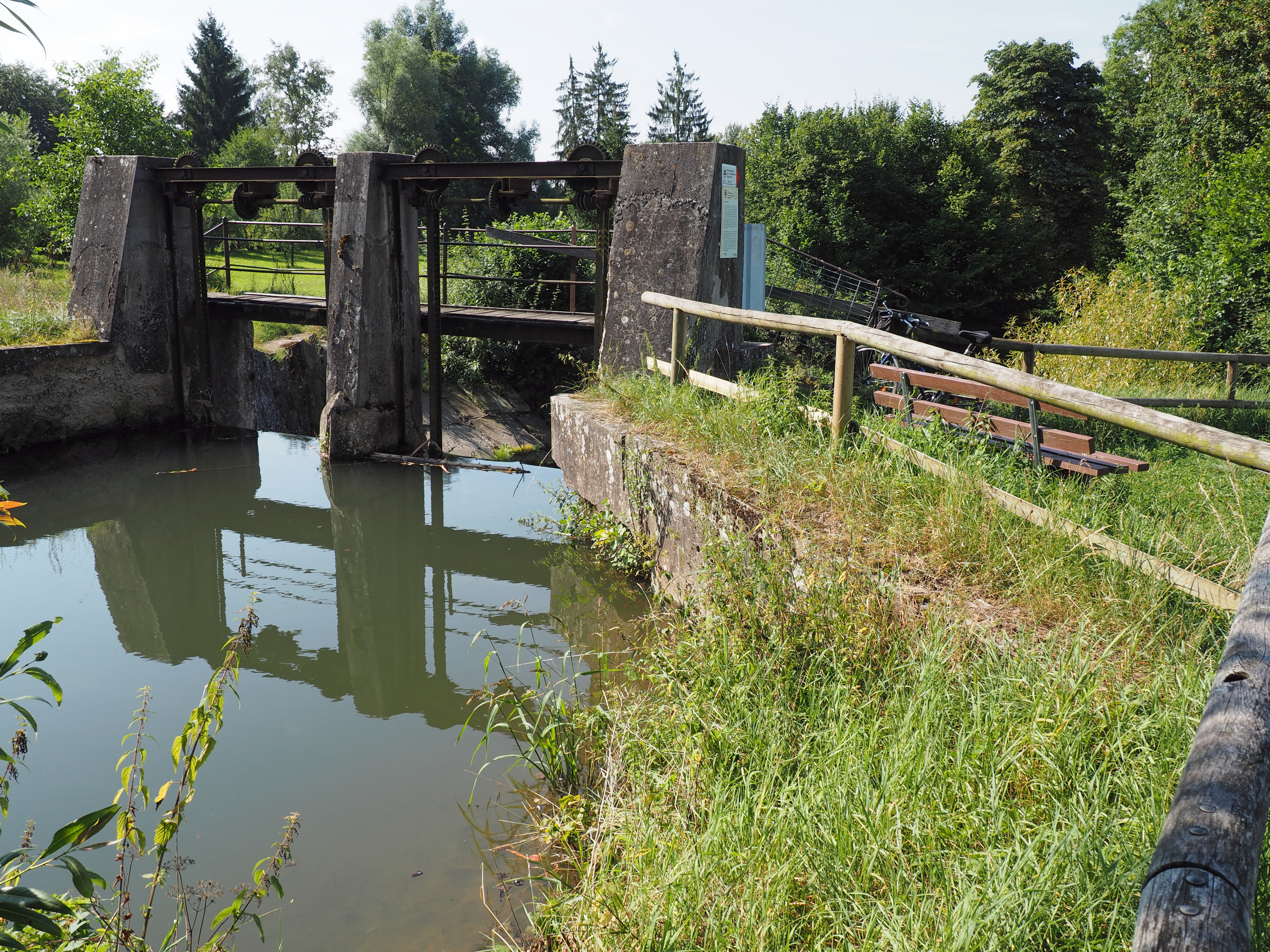
Wehr in Schlechtbach

Von 1746 bis in die erste Hälfte des 19. Jahrhunderts wurde auf der Wieslauf Feuerholz für Stuttgart und Ludwigsburg geflößt. Geschwemmt wurde loses, etwa 1,20 m langes Scheiterholz, das unterhalb des Ebniseedamms an einer Einwurfstelle ins Flussbett geworfen wurde. Danach wurde der Schieber geöffnet, das aus dem See strömende Wasser spülte die Scheite auf der Wieslauf nach Schorndorf und von dort weiter talabwärts auf der Rems. Das angestaute Wasser des Ebnisees reichte für fünf bis sechs Tage Flößerei. Längs des Flusses waren alle 50 Meter sogenannte Stiefelknechte postiert, benannt nach ihrem Schuhwerk, die mit langen Stangen dafür sorgten, dass die Scheite in der Strömung blieben und talab trifteten. Außerdem mussten sie Holzdiebstahl unterbinden.
Auf der Wieslauf gab es, anders als auf Isar und einigen Schwarzwaldflüssen, keine Langholzflößerei.
Mit der Inbetriebnahme der Remstalbahn endete 1861 die Geschichte der Flößerei auf der Wieslauf, 1862 auch auf der Rems. Das Holz wurde danach auf Karren nach Schorndorf gefahren und von dort weiter mit der Eisenbahn nach Stuttgart und Ludwigsburg.

### Mühlen an der Wieslauf
Neben der Flößerei kam auch den Wassermühlen an der Wieslauf eine große Bedeutung zu. Diese waren zumindest am Oberlauf meistens Sägemühlen, welche die geschlagenen Baumstämme zu Balken, Bohlen und Bretter verarbeiteten. Die Sägewerke waren überwiegend im Besitz von Eigentümergemeinschaften aus wohlhabenden Waldbauern. Alleine am Oberlauf des Flusses gab es einst sieben Mühlen.
- ⊙ Gausmannsweiler Sägmühle (stillgelegt um 1937; Abbruch nach 1945)
- ⊙ Östliche Hägerhofer Sägmühle (erstmals erwähnt 1715; vor 1835 stillgelegt und abgebrochen)
- ⊙ Eckartsweiler Sägmühle (noch vorhanden; erstmals erwähnt 1696)
- ⊙ Schmalenberger Sägmühle (erstmals erwähnt 1666; gegen Ende des 19. Jahrhunderts abgebrochen)
- ⊙ Koppenmühle (bereits im 17. Jahrhundert vorhanden; im 19. Jahrhundert abgebrochen)
- ⊙ Laufenmühle (erstmals erwähnt 1582; abgebrannt und abgetragen 1929)
- ⊙ Klingenmühle (erstmals erwähnt 1726; 2024 durch Hochwasser stark beschädigt)
- ⊙ Sägemühle von Klaffenbach
- ⊙ Rudersberger Schleifmühle (1770 errichtet; stillgelegt um 1930)
- ⊙ Schlechtbacher Mühle (im 15. Jahrhundert bereits vorhanden; Betrieb 1993 aufgegeben)[9]
- ⊙ Michelauer Mühle (wohl im Dreißigjährigen Krieg abgegangen; Wiederaufbau 1669)
- ⊙ Ölmühle Michelau (1754 errichtet; 1955 stillgelegt; renoviert von 1986 bis 1989)[10][11]
- ⊙ Metzlinsweiler Mühle (seit 1686 nachgewiesen; seit 1968 außer Betrieb)[12]
- ⊙ Haubersbronner Mühle (1650 erstmals erwähnt; Betrieb 1993 aufgegeben)

Die Klingenmühle inspirierte den Dichter Justinus Kerner zu dem Gedicht Der Wanderer in der Sägmühle.

## Verkehr
Im unteren und mittleren Bereich bis zum Haltepunkt Laufenmühle erschließt die Wieslauftalbahn das Tal. Der Wieslauftal-Radweg, ein Rundkurs von Schorndorf über Rudersberg, die Laufenmühle, den Ebnisee, Welzheim und Rudersberg zurück nach Schorndorf, begleitet den Fluss auf fast seinem ganzen Lauf.

### LUBW
Amtliche Online-Gewässerkarte mit passendem Ausschnitt und den hier benutzten Layern: Lauf und Einzugsgebiet der Wieslauf

Allgemeiner Einstieg ohne Voreinstellungen und Layer: Daten- und Kartendienst der Landesanstalt für Umwelt Baden-Württemberg (LUBW) (Hinweise)
1. 1 2  Höhe nach dem Höhenlinienbild auf dem Hintergrundlayer Topographische Karte.
2. ↑  Höhe nach blauer Beschriftung auf dem Hintergrundlayer Topographische Karte.
3. 1 2  Länge nach dem Layer Gewässernetz (AWGN).
4. ↑  Einzugsgebiet aufsummiert aus den Teileinzugsgebieten nach dem Layer Basiseinzugsgebiet (AWGN).
5. ↑  Seefläche nach dem Layer Stehende Gewässer.
6. ↑  Einzugsgebiet nach dem Layer Basiseinzugsgebiet (AWGN).

### Andere Belege
1. ↑  Hansjörg Dongus: Geographische Landesaufnahme: Die naturräumlichen Einheiten auf Blatt 171 Göppingen. Bundesanstalt für Landeskunde, Bad Godesberg 1961. → Online-Karte (PDF; 4,3 MB)
2. ↑  Werte nach Abfluss-BW Gewässerknoten MQ/MNQ
3. ↑  Modellierte Werte nach Abfluss-BW Gewässerknoten MQ/MNQ
4. ↑  Albrecht Greule: Deutsches Gewässernamenbuch. Walter de Gruyter, Berlin / Boston 2014, ISBN 978-3-11-057891-1, S. 593, „Wieslauf“ (Auszug in der Google-Buchsuche).
5. ↑  Nach der Flut folgt das Aufräumen, Gmünder Tagespost vom 15. Januar 2011, S. 32
6. ↑  Pegel Haubersbronn / Wieslauf. Hochwasservorhersagezentrale Baden-Württemberg, abgerufen am 8. Juni 2024.
7. ↑  Zwei Tote bei Jahrhundert-Hochwasser an Rems, Wieslauf, Buchenbach: Der Überblick. In: ZVW.de. 3. Juni 2024, abgerufen am 8. Juni 2024.
8. ↑  Geschichte des Ebnisees (Memento des Originals vom 9. Februar 2009 im Internet Archive)  Info: Der Archivlink wurde automatisch eingesetzt und noch nicht geprüft. Bitte prüfe Original- und Archivlink gemäß Anleitung und entferne dann diesen Hinweis.
9. ↑  LUBW-Karte Lage des WKA Schlechtbacher Mühle auf: Daten- und Kartendienst der Landesanstalt für Umwelt Baden-Württemberg (LUBW) (Hinweise)
10. ↑  LUBW-Karte Lage der Michelauer Ölmühle auf: Daten- und Kartendienst der Landesanstalt für Umwelt Baden-Württemberg (LUBW) (Hinweise)
11. ↑  Ölmühle Michelau Rudersberg. In: Website des Schwäbischer Wald Tourismus e. V. Abgerufen am 16. Januar 2025.
12. ↑  LUBW-Karte Lage der Metzlinsweiler Mühle auf: Daten- und Kartendienst der Landesanstalt für Umwelt Baden-Württemberg (LUBW) (Hinweise)
13. ↑  Webseite zum Wieslauftal-Radweg